# Gammainsel
Die Gammainsel (englisch Gamma Island) ist eine 1,6 km lange Insel im Palmer-Archipel vor der Westküste der Antarktischen Halbinsel. Sie liegt in der Gruppe der Melchior-Inseln an deren südwestlichem Ende.
Eine erste grobe Kartierung der Insel erfolgte bei der Vierten Französischen Antarktisexpedition (1903–1905) unter der Leitung des Polarforschers Jean-Baptiste Charcot. Die dabei vorgenommene Benennung als Île Gouts nach einem Kapitän der französischen Marine setzte sich nicht durch. Wissenschaftler der britischen Discovery Investigations kartierten sie im Jahr 1928 erneut und benannten sie in Verbindung mit der Benennung der übrigen Inseln der Gruppe nach dem griechischen Buchstaben Gamma. Die Gammainsel wurde im Rahmen argentinischer Expeditionen in den Jahren 1942, 1943 und 1948 vermessen. In Argentinien  ist sie als Isla Observatorio (deutsch „Sternwarteninsel“) bekannt. Die Insel ist seit 1947 Standort der argentinischen Melchior-Station.